# Bauhinia campestris
Bauhinia campestris là một loài thực vật có hoa trong họ Đậu. Loài này được Malme miêu tả khoa học đầu tiên.